# Okręty zaopatrzeniowe typu Berlin
Okręty zaopatrzeniowe typu Berlin (typ 702) – typ niemieckich uniwersalnych okrętów zaopatrzeniowych służących w Deutsche Marine od początku XXI wieku. Zbudowano trzy okręty tego typu.

## Historia
W okresie zimnej wojny obszar operacyjny Marynarki RFN obejmował akweny Morza Bałtyckiego i Morza Północnego, leżące w pobliżu baz, stąd dla zabezpieczenia jej działania wystarczające były stosunkowo niewielkie wyspecjalizowane okręty zaopatrzeniowe i zbiornikowce zaopatrzeniowe. Po zakończeniu zimnej wojny i zjednoczeniu Niemiec, Marynarka Niemiec, nosząca od 1997 roku nazwę Deutsche Marine, uniknęła redukcji, jaka dotknęła inne rodzaje sił zbrojnych. Jej zadania jednakże uległy zmianie na uczestnictwo w operacjach pokojowych i antykryzysowych w ramach Unii Europejskiej i NATO, na oddalonych akwenach. W związku z tym powstała potrzeba posiadania dużych uniwersalnych okrętów zaopatrzeniowych, pozwalających na zabezpieczenie jej działań niezależnie od wsparcia sojuszniczego. Program projektowania i budowy nowych okrętów zaopatrzeniowych typu 702 (niem. Klasse 702) rozpoczęto w 1994 roku. Określane są jako okręty zaopatrzeniowe grupy zadaniowej (niem. Einsatzgruppenversorger, w skrócie EGV). Zakładano wejście do służby między 1998 a 2006 rokiem czterech okrętów, lecz zamówiono początkowo tylko dwie jednostki, w 1997 i 1998 roku. Stępki pod ich budowę położono dopiero w 1999 i 2000 roku. Od nazwy pierwszego z nich – „Berlin”, określano je jako typ Berlin. W 2011 roku położono stępkę pod budowę trzeciej jednostki. Stały się one największymi okrętami marynarki niemieckiej.
Dwa pierwsze okręty zostały wykonane przez konsorcjum ARGE EGV 702, w skład którego wchodziły stocznie: Fr. Lürssen Werf z Bremy, będąca koordynatorem projektu, Flensburger Schiffbau-Gesellschaft (FSG) z Flensburga, gdzie powstawały ich kadłuby i montowano siłownię, oraz Kröger Werft z Rendsburga, będąca własnością Lürssena, gdzie montowano nadbudówki, wyposażenie i prowadzono próby morskie.

## Okręty
| Nazwa okrętu      | Nr burtowy | Stocznia (nr budowy) | Położenie stępki | Wodowanie        | Wejście do służby |
| ----------------- | ---------- | -------------------- | ---------------- | ---------------- | ----------------- |
| Berlin            | A 1411     | FSG, Flensburg (702) | 4 stycznia 1999  | 30 kwietnia 1999 | 11 kwietnia 2001  |
| Frankfurt am Main | A 1412     | FSG, Flensburg (709) | 28 sierpnia 2000 | 5 stycznia 2001  | 27 maja 2002      |
| Bonn              | A 1413     | Peene-Werft          |                  | 27 kwietnia 2011 | 13 września 2013  |

## Opis
Okręty zbudowano według cywilnych norm towarzystwa klasyfikacyjnego Germanischer Lloyd, co pozwoliło na znaczne zmniejszenie kosztów budowy w stosunku do projektu opartego na normach wojskowych. Ich głównymi zadaniami jest zaopatrywanie okrętów w morzu w paliwo okrętowe i lotnicze, olej smarny, wodę słodką i kotłową, żywność, amunicję i materiały eksploatacyjne. Służą również do odbierania ścieków i śmieci. Drugą istotną funkcją jest zapewnianie opieki szpitalnej. Dysponują one zbiornikami na ładunki płynne oraz magazynami produktów suchych. W części dziobowej okręty mają charakterystyczne załamania przeciwbryzgowe na burtach. W części rufowej umieszczona jest duża pięciokondygnacyjna nadbudówka, w której tylnej części znajduje się hangar. Na szczycie nadbudówki umieszczony jest pojedynczy komin i dwa maszty przed nim i za nim. Za nadbudówką na samej rufie znajduje się pokład lotniczy. Rufa jest pawężowa. Kadłub ma podwójne poszycie dla zniwelowania zagrożeń ekologicznych w razie uszkodzenia poszycia.
Okręty maja wyporność pełną 20 240 ts. Długość wynosi 173,7 m, szerokość 24 m, a zanurzenie 7,6 m. Napęd stanowią dwa silniki wysokoprężne MAN Diesel 12V 32/40 o mocy po 5340 kW z przekładniami redukcyjnymi, napędzające dwie czteropłatowe śruby o regulowanym skoku. Napęd zapewnia osiąganie prędkości do 20 węzłów i zasięgu do 9900 mil morskich. Na dziobie znajduje się ster strumieniowy. Energię elektryczną zapewniają cztery generatory wysokoprężne o mocy po 1200 kW.

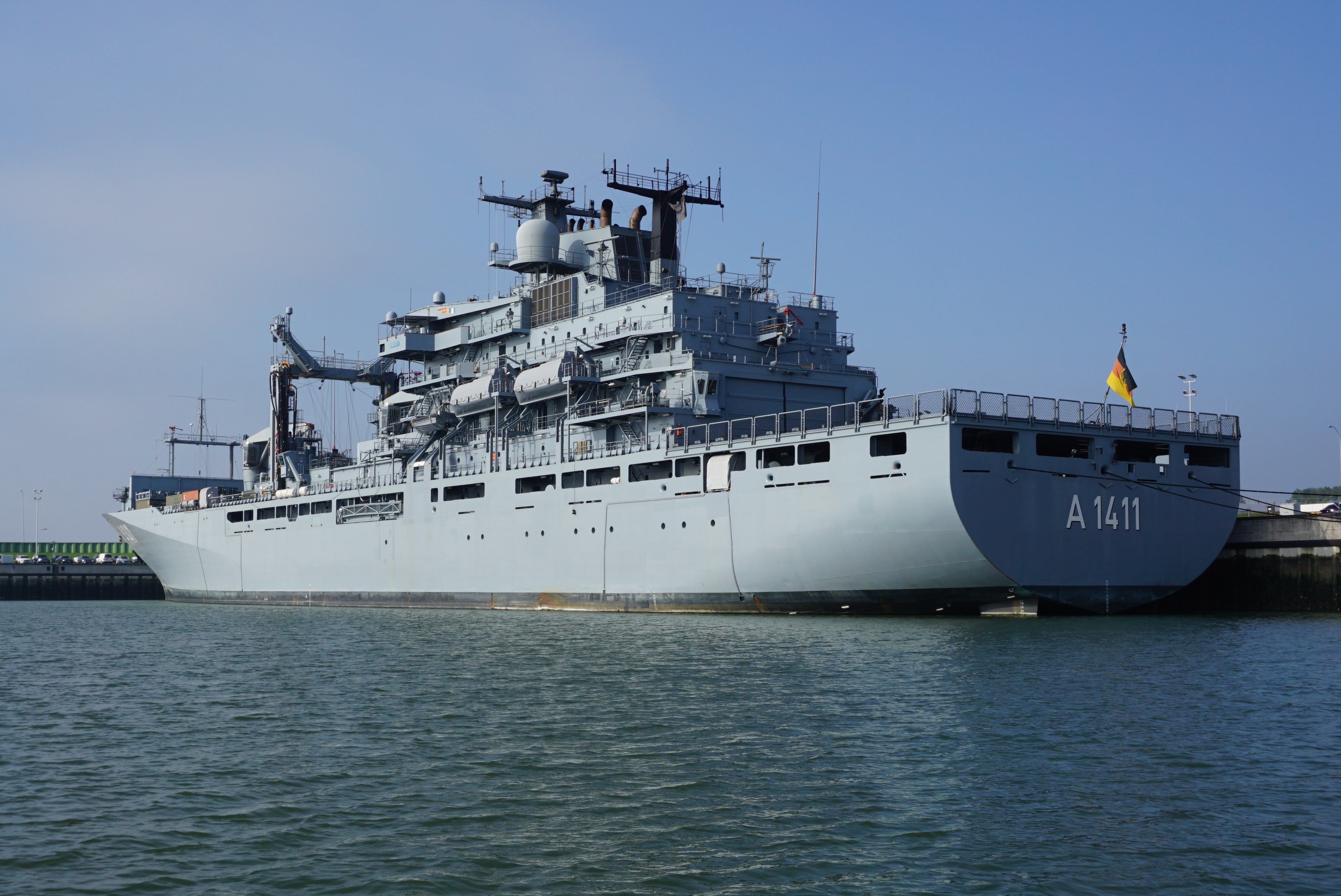
„Berlin” od rufy

Okręty mogą zabierać 7390 ton paliwa okrętowego, 505 ton paliwa lotniczego do silników turbinowych, 105 ton oleju smarnego, 1330 ton wody słodkiej, 40 ton wody kotłowej, 225 ton amunicji, 125 ton żywności  zamrożonej, 100 ton innych zapasów, 100 ton części zamiennych – zarówno na własne potrzeby, jak i do przekazania. Wyposażone są również w stację uzdatniania wody morskiej o wydajności 60 m³ na dobę. Mogą ponadto przenosić na pokładzie 84 standardowe kontenery 20-stopowe. Okręty mogą odebrać także 190 t ścieków i 55 t zużytego oleju. Do przekazywania zapasów na morzu (RAS) służą dwa burtowe uniwersalne stanowiska przeładunkowe zainstalowane na maszcie bramowym na śródokręciu. Wyposażone są ponadto w dwa 22-tonowe żurawie o wysięgu do 22 m, przed i za masztem bramowym. Trzecie stanowisko przekazywania paliwa znajduje się na rufie. Na okrętach stacjonują dwa śmigłowce Sea King lub NH90. Śmigłowce mogą również służyć do transportu zapasów w systemie VERTREP.
Modułowy szpital okrętowy MERZ posiada 45 łóżek na oddziale ogólnym i 4 na intensywnej terapii. Szpital mieści się w 26 połączonych kontenerach umieszczonych na pokładzie głównym i posiada m.in. dwie sale operacyjne, gabinet dentystyczny i rentgenowski oraz laboratoria.
Uzbrojenie jest wyłącznie obronne i stanowią je cztery działka automatyczne MLG kalibru 27 mm. Mogą również przenosić naramienne zestawy pocisków przeciwlotniczych Stinger.